# L'Œil invisible
Pour plus de détails, voir Fiche technique et Distribution.
L'Œil invisible (titre original : La mirada invisible) est un film argentin coproduit avec l'Espagne et la France, réalisé par Diego Lerman et sorti en 2010. Le film s'inspire du roman Ciencias morales (Sciences morales), écrit par Martín Kohan (es).

## Synopsis
Buenos Aires, 1982. Nous sommes à la veille de la guerre des Malouines qui s'achèvera sur le fiasco militaire de l'armée argentine. La dictature des généraux est aux abois. Entre les murs du prestigieux Colegio Nacional, institution d'enseignement secondaire réservée aux enfants de l'élite locale, règne une discipline rigoureuse et cruelle. Une jeune surveillante de 23 ans, María Teresa, est chargée de contrôler sévèrement le comportement de chaque élève, y compris dans les lieux les plus intimes. Sous l'autorité de son supérieur hiérarchique, M. Biasotto, elle fait preuve d'un zèle exemplaire. Elle devient ainsi l'œil invisible de l'établissement. La stratégie de María Teresa : observer scrupuleusement et dans les moindres détails sans risquer d'être vue. Mais, à la longue, ce qui pourrait n'être qu'une règle ou un protocole se transforme en un rituel inconvenant, dans lequel s'accuse une excitation coupable et un trouble lié à une frustration sexuelle. María Teresa devient, à son tour, la victime expiatoire d'un système qu'elle a elle-même avalisé...

## Fiche technique
- Titre du film : L'Œil invisible
- Titre original : La mirada invisible
- Réalisation : Diego Lerman
- Assistant réalisation : Federico Rotstein
- Scénario : D. Lerman, María Meira d'après le roman de Martín Kohan (es), Sciences morales
- Photographie : Álvaro Gutiérrez - Couleur
- Musique : José Villalobos
- Son : Leandro de Loredo
- Montage : Alberto Ponce
- Décors : Yamila Fontan
- Costumes : Sandra Fink
- Production : El Campo Cine S.R.L. - D. Lerman, Nicolás Avruj
- Pays d'origine :  Argentine -  Espagne -  France
- Durée : 97 minutes
- Genre : Drame
- Dates de sortie :
  - Argentine : 19 août 2010
  - France : 14 mai 2010 au Festival de Cannes
  - France (salles) : 11 mai 2011

## Distribution
- Julieta Zylberberg : María Teresa (Marita) Cornejo
- Osmar Núñez : Biasotto
- Marta Lubos : Adela
- Gaby Ferrero : Elvira
- Diego Vegezzi : Marini
- Pablo Sigal : Esteban
- Jorge García Marino : Perfecto
- Magdalena Capobianco : Romero
- Valerie Coifman : Pelaccini
- Alan Bogado : Blandini
- Ailín Salas : Inès
- Martín Kohan : l'employé de la maison de disques
- Leandro Rivas : précepteur I
- Tomás Pernich : précepteur II

## Récompenses
- Prix spécial du Jury du Festival de La Havane 2010
- Condor d'argent du meilleur scénario adapté et de la meilleure actrice (Julieta Zylberberg) 2010

## Commentaires
María Teresa (Julieta Zylberberg) doit faire respecter l'ordre dans un collège réservé aux adolescents de la bourgeoisie argentine. « Dans ce cadre rigide et cloisonné, la caméra de Diego Lerman glisse silencieusement, recréant, dans des couleurs mordorées, à la limite de la saturation, une atmosphère ouatée de terreur sourde. [...] Vierge à 23 ans, travaillée par une libido violemment refoulée, María Teresa, vaillant petit soldat de la dictature, se révèle en être tout autant une victime. Entre le surveillant et le surveillé, le bourreau et la victime, les rôles sont réversibles à l'infini et c'est dans cette réversibilité même que réside la terreur. Lerman ne juge pas son personnage, il le maintient dans une opacité ambiguë. » Le cinéaste déclare en effet : « deux choses s'opposent dans le film, d'un côté, la rigidité du lycée, de l'éducation, de la doctrine ; de l'autre, la subjectivité du regard de María Teresa. Je voulais pousser au maximum cette idée qu'on voit le monde à travers ses yeux, je n'ai jamais trahi ce principe. »